# Bovalino
Bovalino község (comune) Calabria régiójában, Reggio Calabria megyében.

## Fekvése
A megye keleti részén fekszik, a Jón-tenger partján. Határai: Ardore, Benestare, Casignana és San Luca.

## Története
A települést a 12-13. században alapították. Korabeli épületeinek nagy része az 1783-as calabriai földrengésben elpusztult. A 19. században nyerte el önállóságát, amikor a Nápolyi Királyságban felszámolták a feudalizmust.

## Népessége
A népesség számának alakulása:

## Főbb látnivalói
- Maria SS. del Rosario-templom
- Santa Maria della Neve e Santa Caterina Vergine-templom
- Santa Maria delle Grazie-templom
- Santa Maria del Soccorso-templom
- Santa Caterina-templom